# Vishnu Vardhan
Vishnu Vardhan (Secuderabad, 27 de julio de 1987) es un tenista profesional hindú.

## Carrera
Comenzó a jugar tenis a los nueve años de edad, inspirado en su ídolo Leander Paes. Se asoció junto a Leander Paes en los Juegos Olímpicos de Londres 2012.
Su ranking más alto a nivel individual fue el puesto Nº 262, alcanzado el 10 de setiembre de 2012. A nivel de dobles alcanzó el puesto Nº 180 el 13 de febrero de 2012.
Hasta el momento ha obtenido 2 títulos de la categoría ATP Challenger Series, todos ellos en modalidad de dobles.
Al 2 de noviembre de 2023 ocupa el puesto 1196 del Ránking ATP.

### Copa Davis
Desde el año 2011 fue participante del Equipo de Copa Davis de India. Tiene en esta competición un récord total de partidos ganados/perdidos de 2/1 (1/1 en individuales y 1/0 en dobles).

## Títulos; 2 (0 +2)
| Leyenda                        | Individuales | Dobles |
| ------------------------------ | ------------ | ------ |
| Grand Slam (tenis)\|Grand Slam | 0            | 0      |
| ATP World Tour Finals          | 0            | 0      |
| ATP World Tour Masters 1000    | 0            | 0      |
| ATP World Tour 500 Series      | 0            | 0      |
| ATP World Tour 250 Series      | 0            | 0      |
| ATP Challenger Series          | 0            | 2      |

### Dobles
| No. | Fecha      | Torneo                | Superficie | Pareja        | Rival en la final                | Resultado           |
| --- | ---------- | --------------------- | ---------- | ------------- | -------------------------------- | ------------------- |
| 1.  | 28.08.2011 | Challenger de Astana  | Dura       | Karan Rastogi | Harri Heliövaara Denys Molchanov | 7-6(3), 2-6, [10-8] |
| 2.  | 02.09.2012 | Challenger de Bangkok | Dura       | Divij Sharan  | Lee Hsin-han Peng Hsien-yin      | 6–3, 6–4            |